# Kisaragi (film)
Pour les articles homonymes, voir Kisaragi.
Pour plus de détails, voir Fiche technique et Distribution.
Kisaragi (キサラギ) est un film japonais réalisé par Yūichi Satō, sorti en 2007.

## Synopsis
Cinq fans d'une idol se réunissent pour commémorer sa mort.

## Fiche technique
- Titre : Kisaragi
- Titre original : キサラギ
- Réalisation : Yūichi Satō
- Scénario : Ryōta Kosawa
- Musique : Naoki Satō
- Photographie : Kawamura Akihiro
- Montage : Taguchi Takuya
- Production : Ki-Ichi Iguchi et Kiyoe Noma
- Société de production : King Records, Micott & Basara, Parco, TV Tokyo, Toei Channel, Toei Video Company, Toshiba Entertainment, Yahoo Japan et Yomiko Advertising
- Pays :  Japon
- Genre : Comédie
- Durée : 108 minutes
- Dates de sortie : 
  -  Japon : 16 juin 2007

## Distribution
- Shun Oguri : Iemoto
- Yūsuke Santamaria : Oda Yuuji
- Keisuke Koide : Snake
- Muga Tsukaji : Yasuo
- Teruyuki Kagawa : Strawberry Girl
- Kanako Sakai : Kisaragi Miki
- Joe Shishido

## Distinctions
Le film a été nommé pour quatre Japan Academy Prizes.